# Saint-Laurent-sur-Saône
Saint-Laurent-sur-Saône és un municipi francès situat al departament de l'Ain i a la regió d'Alvèrnia-Roine-Alps. L'any 2007 tenia 1.727 habitants.

## Demografia

### Població
El 2007 la població de fet de Saint-Laurent-sur-Saône era de 1.727 persones. Hi havia 876 famílies de les quals 486 eren unipersonals (243 homes vivint sols i 243 dones vivint soles), 179 parelles sense fills, 143 parelles amb fills i 68 famílies monoparentals amb fills.
La població ha evolucionat segons el següent gràfic:
Habitants censats

### Habitatges
El 2007 hi havia 977 habitatges, 896 eren l'habitatge principal de la família, 2 eren segones residències i 79 estaven desocupats. 96 eren cases i 878 eren apartaments. Dels 896 habitatges principals, 124 estaven ocupats pels seus propietaris, 755 estaven llogats i ocupats pels llogaters i 17 estaven cedits a títol gratuït; 45 tenien una cambra, 237 en tenien dues, 270 en tenien tres, 228 en tenien quatre i 117 en tenien cinc o més. 314 habitatges disposaven pel capbaix d'una plaça de pàrquing. A 579 habitatges hi havia un automòbil i a 167 n'hi havia dos o més.

### Piràmide de població
La piràmide de població per edats i sexe el 2009 era:
| Homes | Edats   | Dones |
| ----- | ------- | ----- |
| 0     | 95 o +  | 12    |
| 8     | 90 a 94 | 12    |
| 8     | 85 a 89 | 84    |
| 12    | 80 a 84 | 20    |
| 36    | 75 a 79 | 28    |
| 12    | 70 a 74 | 48    |
| 36    | 65 a 69 | 20    |
| 20    | 60 a 64 | 28    |
| 36    | 55 a 59 | 16    |
| 56    | 50 a 54 | 36    |
| 44    | 45 a 49 | 88    |
| 32    | 40 a 44 | 52    |
| 64    | 35 a 39 | 72    |
| 64    | 30 a 34 | 56    |
| 136   | 25 a 29 | 92    |
| 56    | 20 a 24 | 64    |
| 56    | 15 a 19 | 60    |
| 40    | 10 a 14 | 32    |
| 44    | 5 a 9   | 28    |
| 60    | 0 a 4   | 36    |

## Economia
El 2007 la població en edat de treballar era de 1.153 persones, 958 eren actives i 195 eren inactives. De les 958 persones actives 860 estaven ocupades (459 homes i 401 dones) i 99 estaven aturades (43 homes i 56 dones). De les 195 persones inactives 59 estaven jubilades, 61 estaven estudiant i 75 estaven classificades com a «altres inactius».

### Ingressos
El 2009 a Saint-Laurent-sur-Saône hi havia 856 unitats fiscals que integraven 1.545 persones, la mediana anual d'ingressos fiscals per persona era de 15.944 €.

### Activitats econòmiques
Dels 118 establiments que hi havia el 2007, 3 eren d'empreses alimentàries, 1 d'una empresa de fabricació d'altres productes industrials, 10 d'empreses de construcció, 27 d'empreses de comerç i reparació d'automòbils, 3 d'empreses de transport, 20 d'empreses d'hostatgeria i restauració, 1 d'una empresa d'informació i comunicació, 8 d'empreses financeres, 8 d'empreses immobiliàries, 9 d'empreses de serveis, 14 d'entitats de l'administració pública i 14 d'empreses classificades com a «altres activitats de serveis».
Dels 48 establiments de servei als particulars que hi havia el 2009, 1 era una oficina d'administració d'Hisenda pública, 1 gendarmeria, 1 oficina de correu, 3 oficines bancàries, 1 taller de reparació d'automòbils i de material agrícola, 1 autoescola, 1 paleta, 3 guixaires pintors, 1 fusteria, 4 lampisteries, 1 empresa de construcció, 2 perruqueries, 5 agències de treball temporal, 14 restaurants, 5 agències immobiliàries, 2 tintoreries i 2 salons de bellesa.
Dels 11 establiments comercials que hi havia el 2009, 1 era una botiga de més de 120 m², 3 fleques, 2 carnisseries, 2 llibreries, 1 una llibreria, 1 una sabateria i 1 una botiga de material de revestiment de parets i terra.

## Equipaments sanitaris i escolars
El 2009 hi havia 1 un hospital de tractaments de llarga durada, 1 farmàcia i 1 ambulància.
El 2009 hi havia una escola elemental.

## Poblacions més properes
El següent diagrama mostra les poblacions més properes.